# Роберт Карр, 1-й граф Сомерсет
Роберт Карр (англ. Robert Carr; 1587 — 17 липня 1645), граф Сомерсет (1613—1615, 1624—1625), віконт Рочестер (з 1611 року) — шотландський дворянин, в 1610—1615 роках, фаворит короля Якова I, член таємної ради, Лорд-камергер.
Його вплив тривав до 1615 року, коли вороги Карра, головним чином Бекінгем, оголосили проти нього звинувачення у вбивстві. Смертну кару, до якої був засуджений Карр, замінили на нетривале тюремне ув'язнення, але після звільнення він вже не грав помітної ролі. Його листи до Якова служать цінним матеріалом для характеристики графа.